# PKRück
Die PKRück Lebensversicherungsgesellschaft für die betriebliche Vorsorge AG (Markenauftritt: PK Rück) ist im Fürstentum Liechtenstein und in der Schweiz tätig.
Die PK Rück ist im Rahmen der 2. Säule auf die Rückdeckung von autonomen Sammelstiftungen und firmeneigenen Pensionskassen spezialisiert. Das Unternehmen bietet Versicherungslösungen für die Deckung der Risiken Invalidität und Tod an. Die Aufgabe der PK Rück ist also der Risikoausgleich, der von der Vorsorgeeinrichtung nicht wahrgenommen werden kann. Dazu gehören sowohl die Versicherung von erhöhten Einzelrisiken als auch die Rückdeckung von ausserordentlichen Gesamtschäden.
Neben der Absicherung der Risiken übernimmt die PK Rück für die Vorsorgeeinrichtungen die Bearbeitung der Leistungsfälle inklusive Case Management. Zusätzlich bietet sie weitere Dienstleistungen im Bereich Prävention und Rentenverwaltung an.

## Unternehmensprofil
2023 erwirtschaftete die PK Rück ein Prämienvolumen von 158,71 Millionen Schweizer Franken und erzielte einen Gewinn von 5,5 Millionen Schweizer Franken. Die Solvabilitätsdeckung nach Solvenz II der PK Rück beträgt 151 %. Die Gesellschaft zählt 268'000 Versicherte. Das Unternehmen hat ihren Sitz seit Juni 2024 in Schaan und verfügt über insgesamt 3 Standorte (Schaan, Zürich, Neuchâtel). Die PK Rück beschäftigt 96 Mitarbeitende.
Die PK Rück ist eine Aktiengesellschaft. Damit die Gewinne direkt an die Vorsorgeeinrichtungen respektive an die Versicherten zurückfliessen, können nur Vorsorgeeinrichtungen Aktionäre der PK Rück sein.

## Geschichte
Die PK Rück wurde Ende 2004 von fünf unabhängigen Schweizer Sammelstiftungen gegründet (Alsa PK, Stiftung Abendrot, Nest Sammelstiftung, PKG Pensionskasse und Profond Vorsorgeeinrichtung). Ihre Idee war es, eine neue Lebensversicherungsgesellschaft zu gründen, die sich ganz auf die Bedürfnisse von unabhängigen Sammelstiftungen und Pensionskassen fokussiert. Basierend auf dem Grundsatz «von Pensionskassen – für Pensionskassen» wurde so ein Versicherungspool ins Leben gerufen, der allen Pensionskassen sowie Sammel- und Gemeinschaftsstiftungen offensteht und Risikoleistungen auf partnerschaftlicher Basis und zu risikogerechten Beiträgen rückversichern sollte.